# OH!ZIPANGLE
OH!ZIPANGLE（オー!ジパングル）は文化放送のラジオ番組。1990年10月8日から1991年4月5日まで放送。NRN系列 全国ネットで放送した。

## 概要
- パーソナリティは前田亘輝（TUBE）が務めた。
- 当番組のオープニング テーマ曲はTUBEの曲『90'S DOOR』。

## 主なコーナー・企画
- デッケェ夢大賞[2]
  - 当コーナーで、熊本県立熊本北高等学校の野球部元マネジャーの投稿「野球部の応援歌を作って欲しい」が大賞に選ばれ、TUBEの楽曲『Stand Up 熱き仲間達』（『湘南My Love』のカップリング曲として収録）を製作。最終回の放送で初披露した。
- オモロケさん登場[2]
- おまぬけさん登場[3]
- 悩み相談[3]
- 笑って吠えるドジ話[3]
- 恋の相談室[3]
- 絶叫コーナー
  - リスナーから不満なことを募集。それをぶちまけるコーナー[4]。
- 親戚募集
  - 似た言葉を並べて、それらを一緒に読んだ[4]。
- 悲しき そっくりさんの会
  - ある人、ある物、ある事柄にそっくりというもの、それにまつわる事件や出来事などを報告[4]。
  - など

## ネット局・放送時間
- NRN系列 全国33局ネット
- 文化放送
月 - 金曜 23:00 - 23:30 - 『キッチュ!夜マゲドンの奇蹟』に内包

| - STVラジオ - 23:10 - 23:40 - 青森放送 - 23:30 - 24:00 - 岩手放送 - 23:00 - 23:30 - 東北放送 - 24:00 - 24:30 - 秋田放送 - 23:00 - 23:30 - 山形放送 - 23:00 - 23:30 - ラジオ福島 - 23:15 - 23:45 - 新潟放送 - 23:30 - 24:00 - 北日本放送 - 23:30 - 24:00 - 北陸放送 - 23:30 - 24:00 - 福井放送 - 23:00 - 23:30 - 山梨放送 - 23:00 - 23:30 - 信越放送 - 24:00 - 24:30 - 静岡放送 - 24:00 - 24:30 - 東海ラジオ - 24:00 - 24:30 - ABCラジオ - 23:00 - 23:30（『ABCラジオパラダイス』に内包） | - 和歌山放送 - 23:00 - 23:30 - 山陰放送 - 23:00 - 23:30 - 山陽放送 - 23:30 - 24:00 - 中国放送 - 23:30 - 24:00 - 山口放送 - 23:00 - 23:30 - 四国放送 - 23:00 - 23:30 - 西日本放送 - 23:00 - 23:30 - 南海放送 - 23:20 - 23:50 - 高知放送 - 23:00 - 23:30 - 九州朝日放送（KBCラジオ） - 24:30 - 25:00 - 長崎放送 - 23:30 - 24:00 - 熊本放送 - 23:00 - 23:30 - 大分放送 - 23:00 - 23:30 - 宮崎放送 - 23:00 - 23:30 - 南日本放送 - 23:00 - 23:30 - ラジオ沖縄 - 23:00 - 23:30 |